# Wasstamper

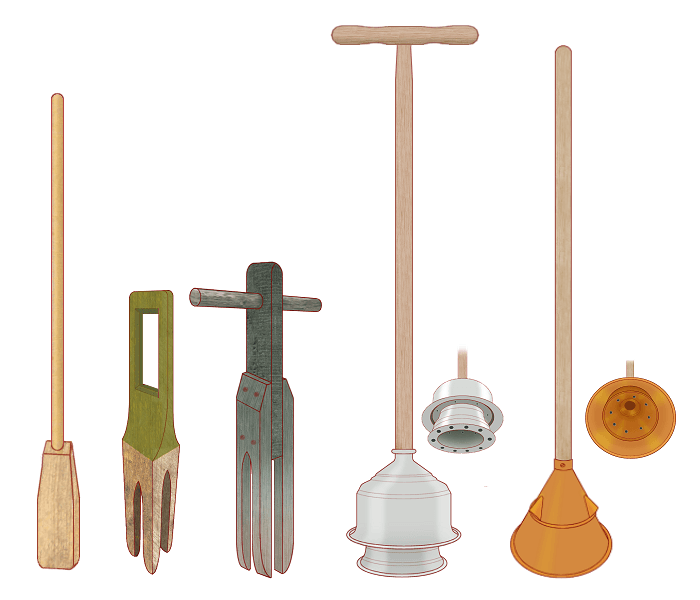
Wasstampers en wasklokken voor gebruik in wastobbe of wasketel

Een wasstamper is een hulpmiddel om het wasgoed door het hete sop te bewegen bij wassen met de hand in een teil, emmer, wastobbe of wasketel. Een wasstamper bestaat uit een steel of handvat waar een stamper aan vastzit, en is de opvolger van een simpele roerstok.

## Soorten wasstampers
In de loop der jaren waren er vele vormen van wasstampers. 
1. De eenvoudigste vorm is een houten blok aan een steel.
2. Een andere vorm is een vierpoot, waarmee zowel op en neer als draaiend kan worden bewogen. Dit worden ook wel 'roerders' genoemd.
3. Dan is er de wasklok die op en neer kan worden bewogen. De klok bestaat uit een buitendeel en een binnendeel, waar het sop doorheen wordt gespoeld. Het werkt door persen en zuigen middels gaatjes in de wanden. Dergelijke wasklokken werd ook 'vacuüm wassers' genoemd. Soms hadden ze een veermechanisme tussen binnen en buitenkant.

## Geschiedenis
Wasstampers waren er in ieder geval al vóór 1850 (in de Vroeg-Victoriaanse periode).

De opmars van de wasklokken begon in de eerste decennia van de twintigste eeuw. Vroeger waren er veel verschillende uitvoeringen, zowel qua vorm (klokvormig of kegelvormig) als qua materiaal (aluminium, koper of verzinkt ijzer). Ook de constructie en manier waarop de gaatjes waren aangebracht verschilt. Een bekende was de kegelvormige roodkoperen Swiftsure, waarop patent was verleend.

Toen de wasmachine in de huishoudens kwam, ruimde de wastobbe het veld en verdwenen ook de wasstampers en wasklokken.

Het idee van de vierpotige wasstamper werd voortgezet in de stokken-agitator van de vroege wasmachines.
Er is echter nog steeds een moderne variant: een kegelvormige plastic vacuüm stamper, duidelijk afgeleid van de Swiftsure wasklok. Deze kan dienstdoen voor gebruik in afgelegen gebieden zonder elektriciteit, bij kamperen, en als noodvoorziening voor als de stroom uitvalt.

## Gebruiksaanwijzing
Hoe een wasstamper/wasklok gebruikt wordt, is te zien op diverse video's die op internet in omloop zijn.